# Abraham ben David von Posquières
Abraham ben David von Posquières hebräisch  אברהם בן דוד מפּוֹשְקְיֶרָה , auch bekannt unter dem Akronym RABaD (für Rabbeinu Abraham ben David) (III), hebräisch  ראב"ד (geboren ca. 1125 in Narbonne; gestorben am 27. November 1198 in Posquières) war ein talmudischer Gelehrter in der Provence. Er ist vor allem durch seine Kritik der Werke von Maimonides bekannt geworden.

## Leben
Abraham ben David studierte bei Moses ben Joseph ben Merwan ha-Levi und Meschullam ben Jacob von Lunel, zwei der einflussreichsten und angesehensten Gelehrten der Zeit. Nach Abschluss seiner Studien erwarb er sich Bekanntheit in Montpellier und Nîmes sowie großen Reichtum (er soll mit Textilien gehandelt haben) und ließ sich schließlich in Posquières nieder, wo er, abgesehen von einer kurzen Zeitspanne (1172–73), als er nach Narbonne und Carcassonne vor der Feindschaft des örtlichen Landesherrn geflohen war, seinen ständigen Wohnsitz hatte. Er gründete und leitete in Posquières eine Jeschiwa, deren Studenten von weither stammten: aus Frankreich, Deutschland, Spanien, Nordafrika, Italien, Palästina und slawischen Ländern. Für die Bedürfnisse von mittellosen Schülern sorgte er aus seinen eigenen Mitteln. Zahlreiche seiner Schüler und engen Anhänger wurden selbst zu herausragenden Rabbinern und Autoren in den jüdischen Gemeinden der Provence. Nachmanides beschreibt seine Gelehrtheit und Frömmigkeit, und Salomo Adret sagt, dass Rabad die Tiefen der Tora „wie aus dem Mund von Moses offenbarte und die Schwierigkeiten erklärte“. Sämtliche zeitgenössische Kommentatoren von Maimonides sind auch respektvolle Studenten von Rabad.
Abraham ben David war der Schwiegersohn von Abraham ben Isaak aus Narbonne (um 1080–1158).

## Werke
Rabad entfaltete eine vielfältige literarische Aktivität. Er verfasste Kodizes des rabbinischen Gesetzes, Kommentare zu verschiedenen Unterarten der talmudischen Literatur, Responsen, homiletische Abhandlungen sowie Hassagot, d. h. kritische Kommentare zu Standardwerken der rabbinischen Literatur. Diese Hassagot sind seine letzten Werke. Er kommentierte unter anderem die Halachot von Isaak Alfasi sowie Mischneh Torah von Maimonides. Rabads wichtigster Kodex heißt Baale ha-Nefesch („Besitzer der Seele“) und behandelt in sieben Kapiteln Gesetze mit Bezug auf das Verhalten zu Frauen.

## Textausgaben
- בעלי הנפש / Ba’alei ha-Nefesh, hrsg. von Y. Kafaḥ, Mosad ha-Rav Ḳuḳ, Jerusalem 1964. (Digitalisate: 1., 2.)